# Église Saint-Martin de Saint-Martin-de-Cormières
L'église Saint-Martin de Saint-Martin-de-Cormières est une église située en France sur la commune du Vibal, dans le département de l'Aveyron en région Midi-Pyrénées.
Elle fait l'objet d'une inscription au titre des monuments historiques depuis le 8 novembre 1988.

## Description
Relativement isolée son aspect extérieur ressemble aux fermes voutées du causse voisin, l'église a une nef unique avec trois travées à croisées d'ogives.

## Localisation
L'église est située sur la commune du Vibal, dans le département français de 
l'Aveyron.

## Historique
L'édifice est inscrit au titre des monuments historiques en 1988.